# Championnat des Seychelles de football 2001
Navigation
Saison précédente Saison précédente
La saison 2001 de Barclays First Division est la vingt-deuxième édition de la première division seychelloise. Les huit meilleures équipes du pays s'affrontent en matchs aller et retour au sein d'une poule unique. À la fin du championnat, le dernier du classement affronte le second de D2, lors d'un barrage.
C'est le club du Red Star FC qui a été sacré champion des Seychelles pour la deuxième fois de son histoire. Le club termine en tête du classement final du championnat, avec vingt-deux points d'avance sur Saint-Michel United et cinq sur La Passe FC.
Le Red Star FC se qualifie pour la Ligue des champions de la CAF 2002.

## Les équipes participantes
| - Saint-Michel United - Red Star FC - Sunshine SC - Anse Réunion FC | - La Passe FC - Saint-Louis FC - Ascot - Light Stars FC - Promu de D2 |

## Classement
Le classement est établi sur le barème de points classique (victoire à 3 points, match nul à 1, défaite à 0).
| Rang | Équipe                     | Pts | J  | G  | N | P  | Bp | Bc | Diff |
| ---- | -------------------------- | --- | -- | -- | - | -- | -- | -- | ---- |
| 1    | Red Star FC                | 70  | 28 | 23 | 1 | 4  | 57 | 23 | +34  |
| 2    | Saint Michel United FC'T'C | 48  | 28 | 15 | 3 | 10 | 53 | 31 | +22  |
| 3    | La Passe FC                | 48  | 28 | 14 | 6 | 8  | 41 | 33 | +8   |
| 4    | Sunshine SC                | 46  | 28 | 14 | 4 | 10 | 37 | 30 | +7   |
| 5    | Ascot                      | 32  | 28 | 8  | 8 | 12 | 35 | 44 | -9   |
| 6    | Anse Réunion FC            | 32  | 28 | 9  | 5 | 14 | 42 | 53 | -11  |
| 7    | Saint-Louis FC             | 21  | 28 | 5  | 6 | 17 | 34 | 49 | -15  |
| 8    | Light Stars FCP            | 18  | 28 | 3  | 9 | 16 | 34 | 70 | -36  |

| Légende : Qualifications et relégations | Légende : Qualifications et relégations                                                     |
| --------------------------------------- | ------------------------------------------------------------------------------------------- |
|                                         | Qualification pour la Ligue des champions de la CAF 2002                                    |
|                                         | Qualification pour la Coupe d'Afrique des vainqueurs de coupe de football 2002              |
|                                         | Doit disputer le barrage Promotion/Relégation                                               |
|                                         | T : Tenant du titre P : Promu de deuxième division C : Vainqueur de la Coupe des Seychelles |

### Barrages Promotion/Relégation
Le dernier de première division doit affronter le second de deuxième division pour une place en D1.
22 novembre 2001
- Light Stars FC 3-1 Baie Ste.-Anne 96ers

Light Stars FC reste en D1, Baie Ste-Anne 96ers reste en D2.

## Bilan de la saison
| Championnat des Seychelles de football 2001              |                          |
| Champion                                                 | Red Star FC (2e titre)   |
| Coupes et trophées                                       |                          |
| Vainqueur de la Coupe des Seychelles 2001                | Saint-Michel United      |
| Qualifications continentales                             |                          |
| Ligue des champions de la CAF 2002                       | Red Star FC              |
| Coupe d'Afrique des vainqueurs de coupe de football 2002 | Saint-Michel United      |
| Promotions et relégations                                |                          |
| Promus en Barclays First Division                        | Northern Dynamo (Glacis) |
| Relégués en Second Division                              | Aucun                    |